# BOS-Funk

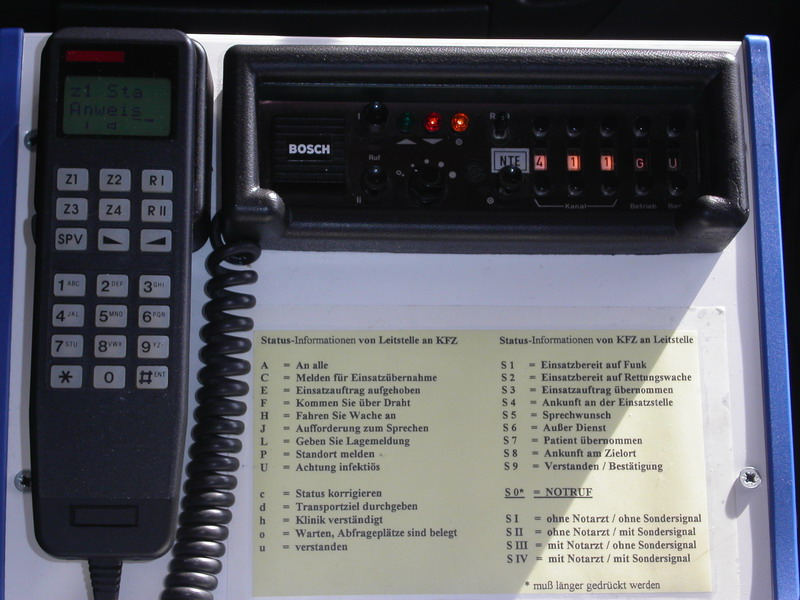
Bosch FuG 8b mit FMS-fähigem Handapparat

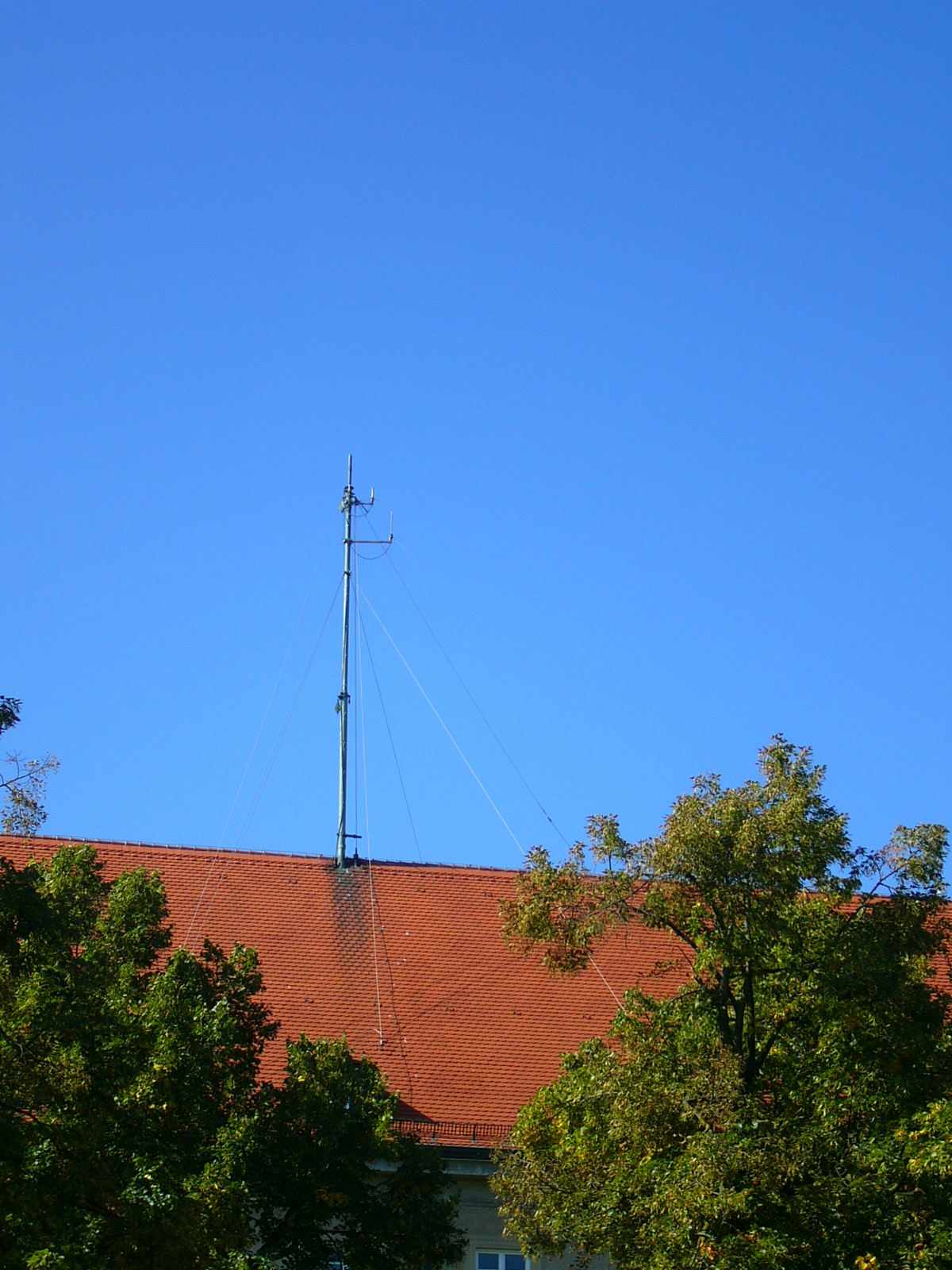
Funkmast mit 2-m- und 4-m-Rundstrahler

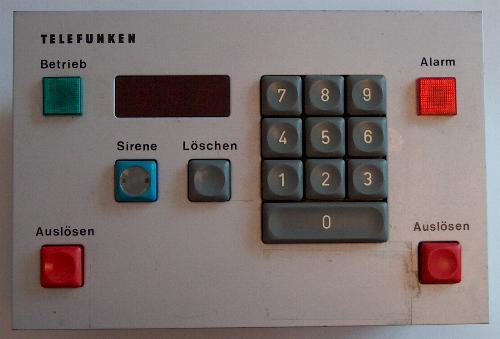
Alarmierunggeber (Funkmeldeempfänger und Sirenen) für den analogen BOS-Funk

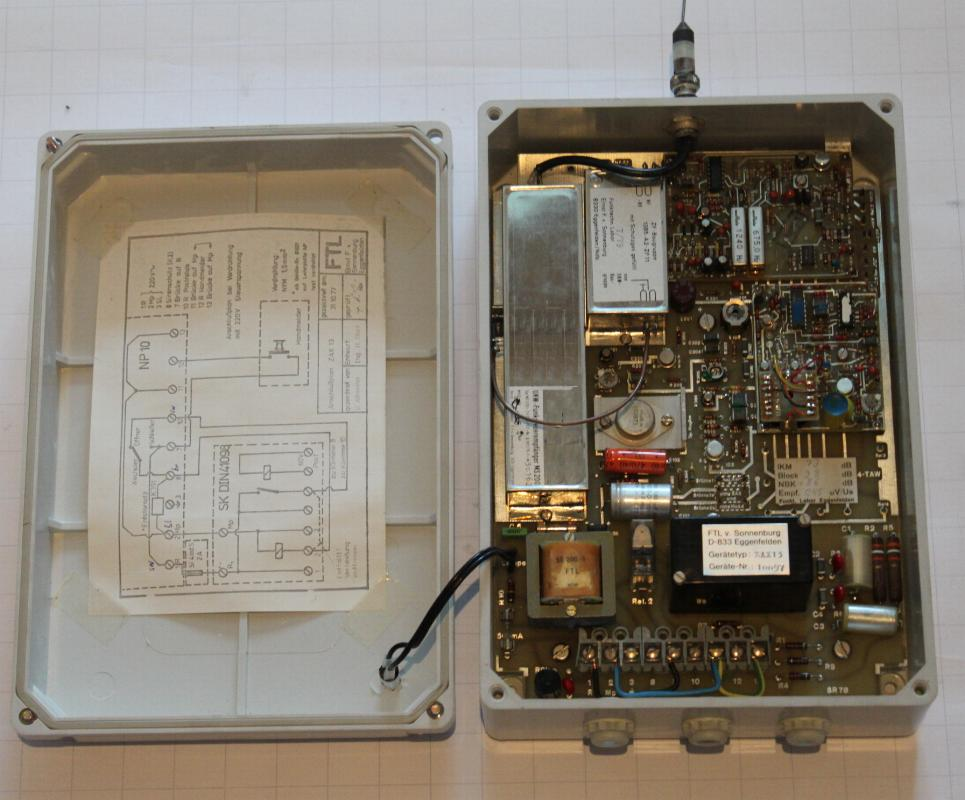
Sirenen-Fernwirkempfänger MS200 mit geöffnetem Deckel

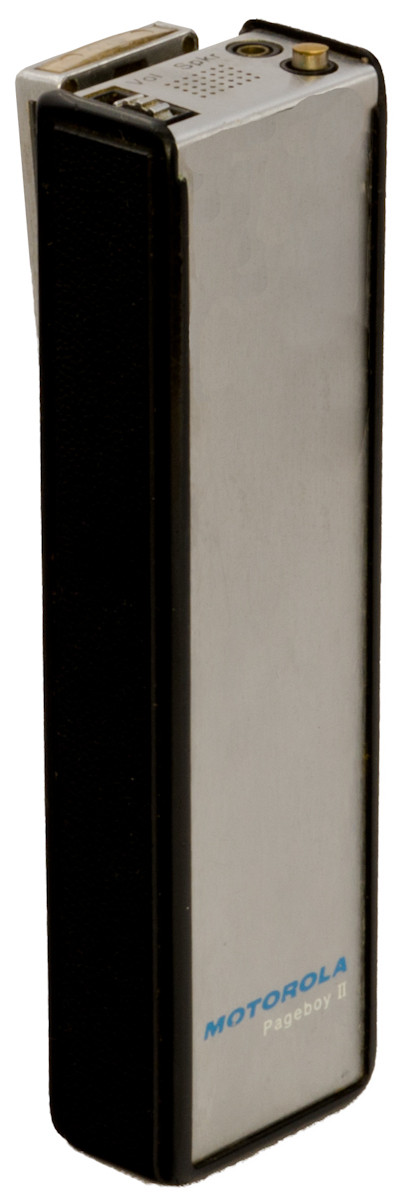
Der Motorola Pageboy II Funkmeldeempfänger wurde im 4-Meter-Band häufig verwendet

Der BOS-Funk ist ein nicht öffentlicher mobiler UKW-Landfunkdienst (nömL) in Deutschland und Österreich, der von Behörden und Organisationen mit Sicherheitsaufgaben (BOS) und der Bundeswehr verwendet wird. Er ist durch die BOS-Funkrichtlinie reglementiert, deren Neufassung am 2. Mai 2006 durch das Bundesministerium des Innern erlassen wurde.

## Geschichte

### Entwicklung und Tests
Die Geschichte des Polizeifunks und Feuerwehrfunks begann in den Zwanziger Jahren des letzten Jahrhunderts. Die Berufsfeuerwehr Magdeburg führte 1924/1925 Versuche mit einer Feststation und einer mobilen Station durch. Da kommerzielle Geräte zu teuer waren, wurden die Funkgeräte von den Beamten selbst hergestellt. Einige Feuerwehrleute wurden in Morsetelegraphie ausgebildet. Am 13. August 1926 wurde der Feuerwehr eine Genehmigung durch die Reichspost erteilt, eine Funkanlage auf 180 Meter Wellenlänge zu betreiben. Eine ortsfeste Funkstation wurde auf der Feuerwache III installiert, ein Ingenieurfahrzeug mit einer beweglichen Funkstation ausgerüstet. Sinn des Funknetzes war es, Informationen vom Einsatzort an die Feuerwache zu übertragen, also Statusmeldungen. Die Rufzeichen lauteten K4FAA und K4FAB. Die Feuerwehr installierte auch Empfänger in den Wohnungen einiger Beamter. So konnte wachfreies Personal bei Großeinsätzen alarmiert werden. Die erste stille Alarmierung wurde bei der Feuerwehr Magdeburg eingeführt. Die Reichweite der Funkanlage betrug zirka 4 Kilometer. Die deutsche Polizei baute nach dem Ersten Weltkrieg ebenfalls Funknetze auf. Sie arbeiteten auf Langwelle und dienten zur Kommunikation von Polizeileitstellen mit Berlin. Auch hier wurde Morsetelegraphie eingesetzt. Verkehr mit Fahrzeugen war nicht vorgesehen. Auch hier wurden vielfach Eigenbauten von Beamten oder aber Militärgeräte aus dem Ersten Weltkrieg eingesetzt. 1929 wurden die ersten Richtlinien für den Polizeifunkdienst erlassen; Fahrzeugfunk war aber vor dem Zweiten Weltkrieg bei der Polizei nicht verbreitet und es wurden nur vereinzelte Versuche unternommen.
Auch außerhalb Deutschlands beschäftigte man sich mit der Technik. Am 7. April 1928 führte die Polizei der amerikanischen Stadt Detroit Empfänger in ihren Streifenwagen ein. Im März 1933 führte das Bayonne Police Department im US-Bundesstaat New Jersey Sprechfunk in seinen Streifenwagen ein. Bereits 1923 hatte das Victoria Police Department in Australien mit Funkgeräten experimentiert. Diese waren aber so groß, dass sie den gesamten Rücksitz des Streifenwagens einnahmen.

### Einführung

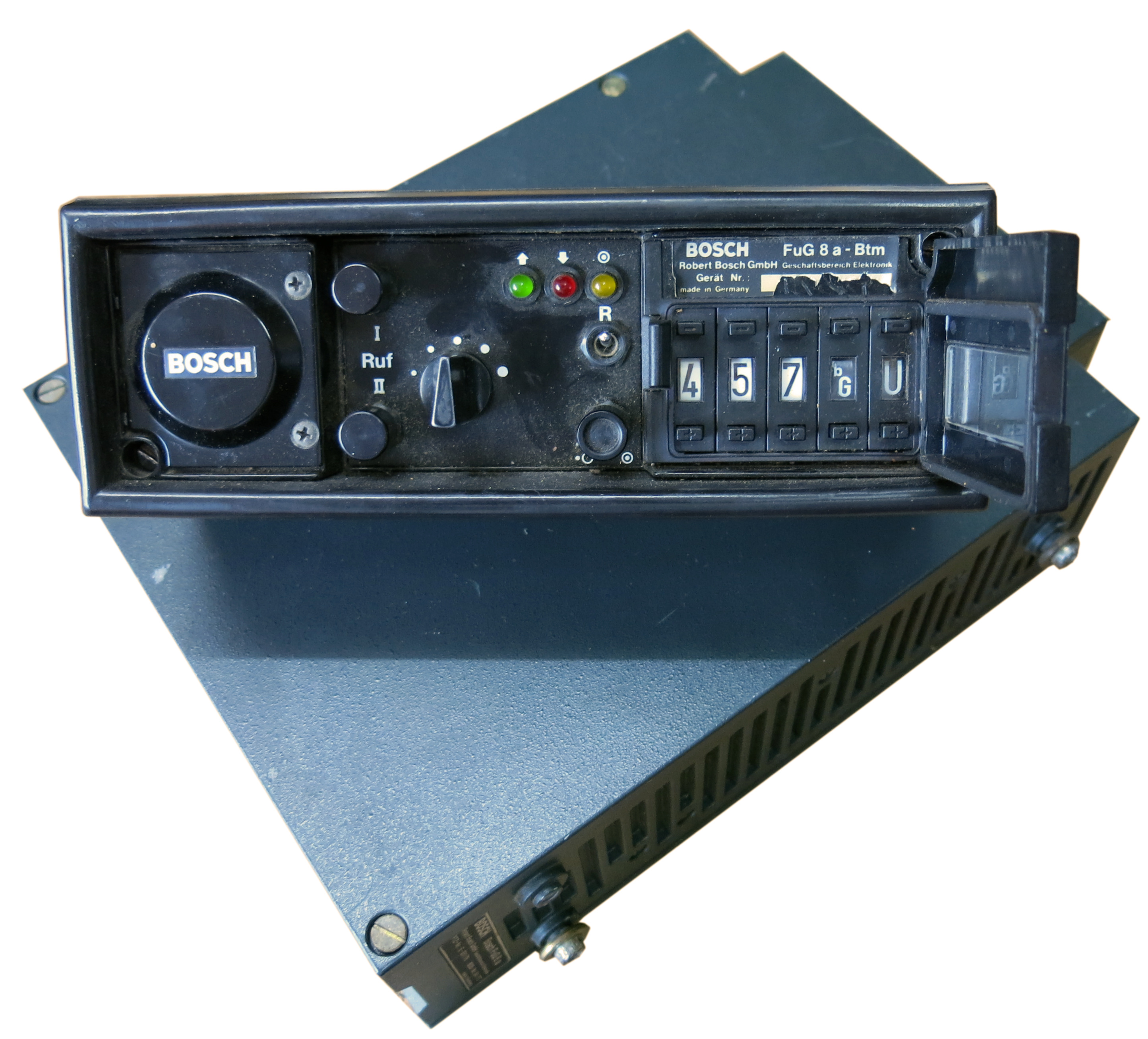
Bosch FuG 8a-Btm Bedienmodul auf FuG 8a Sende-/Empfängermodul

In Deutschland begann die Einführung des BOS-Funks während des Zweiten Weltkrieges. Es wurde die Notwendigkeit erkannt, dass verschiedene Organisationen wie der Sicherheits- und Hilfsdienst kurz (SHD) mit den Nachrichtenzentralen der Polizei kommunizieren mussten. Im SHD arbeiteten verschiedene Organisationen wie Ordnungspolizei, Feuerwehr, Technische Nothilfe und Rotes Kreuz zusammen. Der SHD war primär für Rettung nach Luftangriffen geschaffen worden. Fahrzeuge von SHD und Feuerwehr mussten mit Funkgeräten ausgerüstet werden können. Das erste Funknetz entstand 1940 in Berlin und wurde von der Firma Lorenz errichtet. Zum Einsatz kamen amplitudenmodulierte Funkgeräte im 9-Meter-Band. Doch die Erfahrungen mit dem ersten BOS-Funk-Netz waren ernüchternd. Zu groß waren die Störungen in dicht bebauten Gebieten, welche durch Stromleitungen, Straßenbahnoberleitungen und Zündfunken von Fahrzeugen verursacht wurden. Deshalb wurde mit Hochdruck an einer besseren Lösung gearbeitet. Auf Anregung des Innenministeriums entwickelte das Unternehmen Telefunken das System Kastor als ortsfeste Funkanlagen und das System Pollux für Fahrzeuge. Im Gegensatz zu dem System Lorenz waren die Funkgeräte frequenzmoduliert. Das erste auf frequenzmodulierten Funkgeräten basierende Funknetz entstand 1943 in Hamburg. Das System Kastor in Hamburg bestand aus einem Sender mit einer Ausgangsleistung von 1 Kilowatt und einem Empfänger mit 5 μ Volt bei 20 dB Rauschabstand. Die Station wurde im Turm der Hamburger Nicolaikirche errichtet. Mit dem ersten funktionierenden BOS-Funk in Deutschland wurden auch die Eigenschaften eines solchen Netzes festgelegt (siehe FuG). Es musste im UKW-Funkbereich arbeiten, frequenzmoduliert sein, Gegensprechen erlauben und die Überleitung von Gesprächen ins Telefonnetz ermöglichen. Auch durfte ein Fahrzeugfunkgerät nur eine Antenne benötigen; deshalb war eine Frequenzweiche notwendig. Als Frequenzbereiche wurden 40 MHz, 80 MHz und 160 MHz vorgesehen. Mit der Zeit wurde die Sendeleistung der Feststationen von 1 Kilowatt auf 150 Watt und schließlich 15 Watt herabgesetzt. Der Frequenzabstand zwischen den Kanälen betrug ursprünglich 150 kHz, wurde aber auf 100 kHz, anschließend 50 kHz und schließlich auf die heutigen 20 kHz reduziert. Ursprünglich waren die Funkanlagen Einkanalgeräte, aber bald entstand die Forderung nach mehreren schaltbaren Kanälen, damit Fahrzeuge auch außerhalb ihres Funkverkehrskreises kommunizieren konnten. Im 4-Meter-Band wurden Geräte mit 4 schaltbaren Kanälen für Fahrzeuge eingeführt. Diese Forderung wurde später auf 8 Kanäle erhöht. 1952 gab das Bundesministerium des Innern in Zusammenarbeit mit der Deutschen Bundespost ein Pflichtenheft für Funknetze der Sicherheitsbehörden und Organisationen heraus. Es wurden die ersten verbindlichen Pflichtenhefte für Feststationen (80 D 217) und Fahrzeugstationen (80 D 2-5) für Funkgerätehersteller festgelegt. Design, Bedienung und Handhabung wurden verbindlich vorgeschrieben. Beide Geräte mussten über 8 schaltbare Kanäle verfügen, der Kanalabstand betrug 50 Kilohertz. Zwei Ruftöne wurden vorgeschrieben mit 1750 und 2135 Hertz. Auch wurden 50 Kanäle mit 100 Frequenzen festgelegt. Die ersten 50 Frequenzen wurden als Unterband, die folgenden als Oberband bezeichnet. Gegensprechen musste auf 2 Kanälen stattfinden. Deshalb standen 50 Kanäle für Gegensprechen, aber 100 Kanäle für Wechselsprechen zur Verfügung. Im Gegensprechen bildeten z. B. Kanal 0 und Kanal 50 ein Frequenzpaar. Die Richtlinie galt bald als überholt. Forderungen wurden laut nach Geräten, welche alle verfügbaren Kanäle schalten konnten. Man sah die Notwendigkeit, dass alle Organisationen wie Polizei, Feuerwehr, Rotes Kreuz, Bundesgrenzschutz und Zoll miteinander kommunizieren mussten. Mitte der 1950er Jahre entstand die Richtlinie FuG 7 für BOS-Funkgeräte. Die technische Lösung war ein Quarzmischer, was bedeutete, dass 100 Kanäle mit nur 10 Quarzen realisiert werden konnten. Das erste Gerät nach der Richtlinie war das Teleport III von Telefunken, welches 1954 auf dem Markt kam. Das Gerät erlaubte neben frequenzmoduliertem Sprechfunkverkehr auch Morsetelegraphie. Eine Morsetaste wurde mitgeliefert. 1967 wurde eine neue Richtlinie FuG 7b erarbeitet. Der Frequenzabstand wurde auf 20 kHz reduziert. Damit standen 240 Kanäle zur Verfügung, je 120 im Unterband und 120 im Oberband. Wie das FuG 7 musste auch das FuG 7b relaisfunktauglich sein. Das Errichten einer kleinen Relaisfunkstelle musste mit einem Gerät ohne Zusatzsteuerung möglich sein, gleichzeitiger Sende- und Empfangsbetrieb war vorgeschrieben. 1976 kam mit dem FuG 8 die nächste wesentliche Neuerung. Der neue Gerätestandard umfasste zwei Varianten. Während das FuG 8b Gegensprechen beherrschen musste, konnte das FuG 8a ohne eine Frequenzweiche ausgeliefert werden. Damit war zwar kein Gegensprechen mehr möglich und das Gerät konnte nicht als Relaisfunkstelle dienen, anderseits war das Gerät viel billiger. Bedingtes Gegensprechen war weiterhin möglich. Die Sende- und Empfangsfrequenz waren verschieden. Es konnte nicht mehr gleichzeitig gesendet und empfangen werden. Die Nutzung von Relaisfunkstellen war aber durchaus möglich durch die zwei getrennten Frequenzen. Als erstes FuG-8a-Funkgerät gilt das Telecar 100 von Telefunken. Eine wichtige Neuerung beim FuG 8 war das absetzbare Bedienteil, welches eine platzsparende Montage im Fahrzeug erlaubte. 1979 wurden die Richtlinien FuG 8a-1 und FuG-8b-1 herausgegeben. Es wurden zusätzliche Frequenzen definiert, die Kanäle 347 bis 399. Die Kanalanzahl erhöhte sich damit auf 306 (143 im Unterband und 163 im Oberband).

## BOS-Funkrichtlinie
Ziel der Reglementierung ist es, einen sicheren und störungsfreien Funkbetrieb aller Bedarfsträger der BOS zu gewährleisten. Hierzu werden den Bedarfsträgern
- Bundespolizei und Bundeskriminalamt
- Polizeien der Länder
- Bundesanstalt Technisches Hilfswerk
- Bundeszollverwaltung
- Bundeswehr[1]
- kommunale Feuerwehren und Werkfeuerwehren
- Katastrophenschutzbehörden sowie Katastrophenschutzorganisationen nach jeweiligem Landesrecht
- Träger und Leistungserbringer des Rettungsdienstes
- weitere durch BMI und BMF mit Sicherheits- und Vollzugsaufgaben beauftragte Behörden und Dienststellen, z. B. das Bundesamt für Logistik und Mobilität

sogenannte „Frequenzzuweisungen“ für deren internen Sprechfunkbetrieb erteilt. Die Besonderheit des BOS-Funks besteht darin, dass diese Frequenzzuweisungen jeweils die Genehmigung enthalten, neben den zugewiesenen Frequenzen zum Zwecke der Zusammenarbeit mit anderen BOS auch deren Frequenzen zu nutzen.

## Analoger BOS-Funk

Relaisstelle zur Reichweitenverbesserung im 4-m-Band; man beachte die Funkplanung für Kfz-Geräte mit 15 km, Handfunkgeräte FuG 13 können wegen geringer Sendeleistung nur bedingt verwendet werden.

Der BOS-Funk ist von der Anwendung her in drei Bereiche geteilt:
- Führungsebene (auch Leitstellenfunk) im 4-Meter-Band
- Einsatzstellenfunk im 2-Meter-Band
- Richtfunkstrecken im 70-cm-Band und 8-m-Band

Die Längenangaben bezeichnen dabei die Wellenlänge. In allen Bändern wird Frequenzmodulation (FM) eingesetzt.
Nicht jedes Funkgerät kann automatisch auch für den sog. Polizeifunk verwendet werden. Für den Behördeneinsatz werden bestimmte Forderungen an die Geräte gestellt, z. B. Bedienbarkeit mit Handschuhen etc. Für die Geräte ist eine Typprüfung durch den Gerätehersteller bei einer der zwei Prüfstellen in Deutschland vorgeschrieben:
- Polizei-Führungsakademie in Münster
- Landesfeuerwehrschule Baden-Württemberg in Bruchsal

Die geprüften Behördengeräte erhalten je nach Verwendungszweck eine FuG-Nummer
- Führungsebene, Kfz: FuG 7, FuG 8
- Führungsebene, Hand: FuG 13, FuG 13a, FuG 13b
- Einsatzstellenfunk, Kfz: FuG 9
- Einsatzstellenfunk, Hand: FuG 10, FuG 10a, FuG 10b, FuG 11b

Zum „abhörsicheren“ Übertragen werden bei der Schutzpolizei Sprachverschleierer eingesetzt.

### Bandlagen
Innerhalb des 4-m- und 2-m-Bandes werden die Frequenzen nochmals in ein Unterband (UB) und ein Oberband (OB) unterteilt. Mit einem Abstand von 20 kHz werden Kanäle in diesen Bändern festgelegt, wobei jedem Kanal eine Frequenz im Unter- und Oberband zugewiesen wird. Man spricht dabei auch vom 20-kHz-Raster.

### Verkehrsformen
Die organisatorischen Gliederungen des Sprechfunkbetriebes werden als Verkehrsformen beschrieben. Meist in örtlichen Dienstanweisungen festgelegt finden sie sich in Funkplänen oder Funkskizzen wieder. Sie lösen die Erfordernisse beim Zusammenwirken verschiedener Funkstellen.
Es unterscheiden sich der
- Richtungsverkehr Erfolgt die Informationsübertragung nur in einer Richtung, spricht man vom Richtungsverkehr. Verwendet wird sie dort, wo die Gegenstelle nicht antworten kann oder soll. Zum Beispiel zur Alarmierung der Funkmeldeempfänger.
- Linienverkehr Hier sind zwei Sprechfunkbetriebsstellen beteiligt. Es ist Wechselsprechen und Gegensprechen möglich, was zu einer schnellen Verkehrsabwicklung führt.
- Sternverkehr Funkverkehr zwischen mehreren Sprechfunkstellen und einer gemeinsamen Gegenstelle (Sternkopf) mit Leitfunktion. Funkverbindungen der untergeordneten Funkstellen untereinander sind nur mit Genehmigung des Sternkopfs möglich.
- Kreisverkehr Mehrere Sprechfunkbetriebsstellen verkehren auf einem gemeinsamen Band oder Kanal, dann über eine Relaisstelle (RS 1), unmittelbar miteinander
- Querverkehr Es wird von einem Funkverkehrskreis (z. B.: mit einem 2-m-Handfunkgerät) in einen anderen Funkverkehrskreis (z. B. Kanal 404 im 4-m-Band) gesprochen. Technische Realisierung durch eine RS-2-Schaltung (große Relaisstelle/Überleiteinrichtung).

### Verkehrsarten
Die Verkehrsarten werden durch die Gerätetechnik bestimmt.
- Wechselverkehr (Simplex): Der Wechselverkehr  ermöglicht die Kommunikation auf einem Kanal. Dabei wird nur ein Band genutzt und es kann entweder im Oberband oder im Unterband abwechselnd gesendet und empfangen werden. So können auf demselben Kanal also gleichzeitig zwei Funkgespräche unabhängig voneinander geführt werden. Der Empfang ist jeweils erst nach Loslassen der Sendetaste möglich.
- Bedingter Gegenverkehr (Semi-Duplex): Es kann nur abwechselnd gesendet oder empfangen werden, obwohl beide Bandlagen eines Kanals genutzt werden. Dies ist in der Gerätetechnik begründet, da die betreffenden Funkgeräte über einen Antennenumschalter verfügen. Das bedeutet, dass die Antenne nur wechselweise mit dem Sender oder Empfänger verbunden ist. In der Praxis bedeutet dies: Sendetaste gedrückt = Sender mit Antenne verbunden, Sendetaste losgelassen = Empfänger mit Antenne verbunden. Besitzt das Gerät jedoch anstatt eines Antennenumschalters eine Antennenweiche, ist dagegen gleichzeitiges Sprechen und Hören möglich.
- Gegenverkehr (Voll-Duplex): Der Gegenverkehr  entspricht in der Gesprächsabwicklung dem Telefonieren. Hierbei werden beide Bandlagen eines Kanals genutzt und es kann gleichzeitig gesendet und empfangen werden.
- Relaisstellenverkehr: Bei Nutzung einer Relaisstation (in der nicht-polizeilichen Gefahrenabwehr typischerweise im 4-m-Band) wird technisch eine Voll-Duplex-Verbindung mit einer Relaisstelle aufgebaut. Da immer nur ein Nutzer über das Relais senden kann, ergibt sich hier bedienungstechnisch ein Wechselsprechverkehr. Bei Leitstellen wird die Aussendung über eine 70-cm-Richtfunkstrecke zugeführt. Diese ist in der Relaisstelle priorisiert geschaltet, damit sie jederzeit sprechen kann.

Man unterscheidet vier Arten von Relaisstellen.
Rs1 Th (früher Rs1; das sogenannte „Kleine Relais“ wie es auf den Geräten FuG 7b und FuG 8c direkt schaltbar ist):
Unmittelbar bei Empfang eines Trägersignals auf dem Unterband (Sendetaste wird gedrückt) wird der Sender im Oberband in Betrieb genommen. Bei Ausbleiben des Trägersignals wird der Sender abgeschaltet. Diese einfachste Art der Relaisstelle hat den Vorteil, dass sie mit wenig Aufwand schnell eingerichtet werden kann, aber den Nachteil, dass bei kurzer Trägersignalschwäche das Gespräch abgehackt übertragen wird.

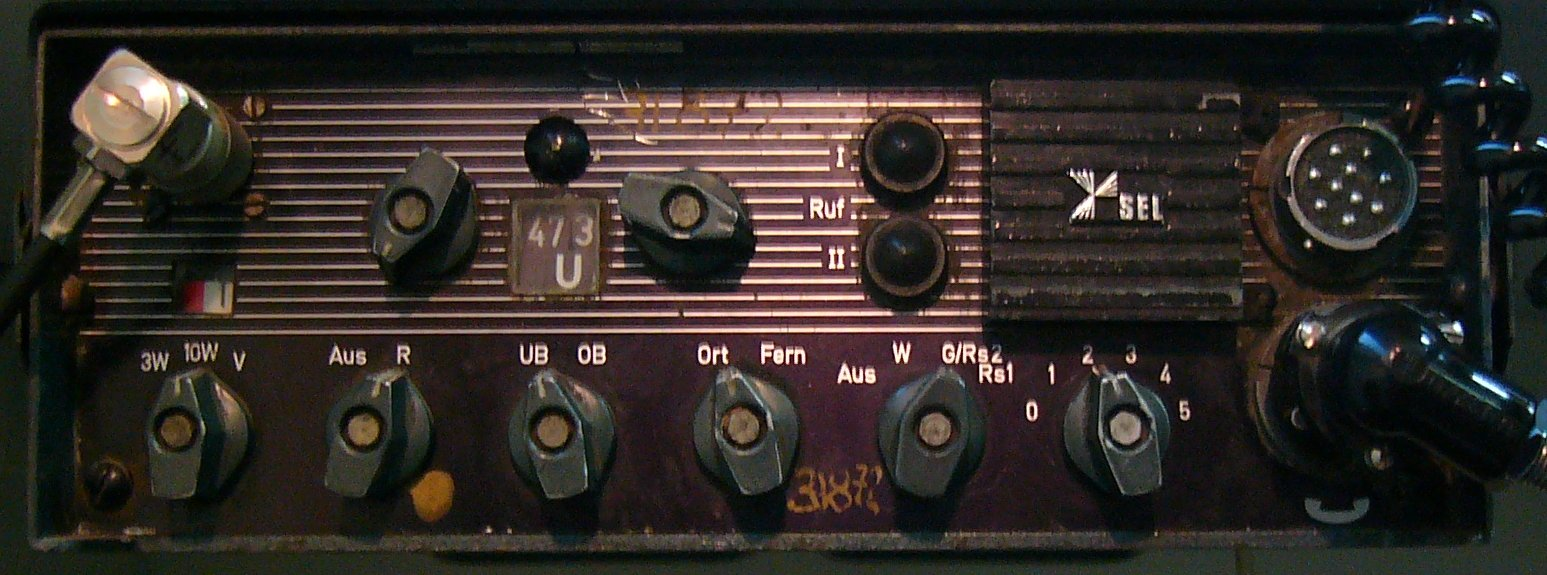
Relaisstellenfähig: SEL FuG 7b (4 m) mit interner RS1

Rs1 Ez (früher Rs3): Für diese Schaltung verwendet man ein Funkgerät mit einem Relaisstellenzusatzgerät. An diesem kann eingestellt werden, was das Relais beim Betätigen des Tonrufs I oder II (jeweils kurz, < 1 Sek., oder lang, > 1 Sek.) machen soll. Die Schaltung Rs1 Ez schaltet erst nach dem Betätigen eines Tonrufs (Tonruf I, 1750 Hz oder Tonruf II, 2135 Hz) den Sender für eine vorbestimmte Zeit ein. Nach Ablauf dieser Zeit wird der Sendebetrieb eingestellt, egal ob das Gespräch beendet ist.
Rs1 Enz (früher Rs4): Für diese Schaltung wird zum Funkgerät ein Relaisstellenzusatzgerät mit Sprachauswerter / Niederfrequenz-Schaltung (NF) gebraucht. Der Sender geht in Betrieb, wenn auf der Trägerwelle eine aufmodulierte Niederfrequenz empfangen wird. Der Sprachauswerter beendet den Sendebetrieb, wenn er über eine vorbestimmte Zeit hinaus (i. d. R. 5 bis 10 Sek.) kein Gespräch mehr feststellt.
Rs2: Für diese Art werden zwei Funkgeräte und ein Relaisstellenzusatzgerät benötigt. Die Schaltung dient dazu, zwei Sprechfunkverkehrskreise zu koppeln (meist 4 m/2 m), was fast ausschließlich bei den polizeilichen BOS eingesetzt wird. Die beiden gekoppelten Sprechfunkverkehrskreise sind voll gegenverkehrsfähig. Auch einige Bergwachten haben solche Relais, um den Bergrettern mit 2-m-Handfunkgerät die Kommunikation mit der Leitstelle zu ermöglichen. Beim Einbau in Fahrzeuge (z. B. Einsatzleitwagen der Fernmeldedienste, Örtlicher Einsatzleiter und/oder ihrer Unterstützungsgruppen) wird diese Schaltung auch „ÜLE“ (Überleiteinrichtung) genannt. Sie soll dem Einsatzleiter die Möglichkeit geben, mit dem 2-m-Handfunkgerät über die ÜLE und das 4-m-Fahrzeugfunkgerät die Leitstelle zu erreichen.
Polizeiliche BOS nutzen auch im 2-m-Band oft Relaisstellen, andere BOS nur vereinzelt.

### Gleichkanalfunk, Gleichwellenfunk
Hat man größere Funkverkehrskreise zu versorgen, kann eine einzelne Relaisstelle schnell überfordert sein. Betreibt man in solchen Fällen mehrere Relaisstellen auf dem gleichen Kanal, sind Störungen vorprogrammiert, da sich die Versorgungsgebiete der einzelnen Standorte überlappen. Mit speziellen Relaisstellentechniken kann man das Problem lösen.

#### Gleichkanalfunk
Beim Gleichkanalfunk wird ein Versorgungsgebiet mit mehreren unabhängigen Relaisstellen, die auf dem gleichen Kanal arbeiten, versorgt. Durch Drücken unterschiedlicher Tonrufe werden die Relais aktiviert. Befindet man sich innerhalb eines Relaisstellenbereichs, entstehen keine Probleme. In den Überlappungsbereichen kann es jedoch zu Störungen kommen.

#### Gleichwellenfunk
Hat man ein flächendeckendes Netz von Relaisfunkstellen, die zentral gesteuert werden, spricht man von einem Gleichwellennetz. Bei dem System ist, bei korrekter Einstellung, zumindest theoretisch, im gesamten Gebiet gleichzeitig die gleiche Welle vorhanden. Das beste empfangene Signal wird schließlich von allen Stellen laufzeitkorrigiert wieder abgestrahlt. Mit dieser Technik können auch schwierige Geländeformen bestmöglich versorgt werden.

### Übergreifende Kanäle
Der allgemeine Notrufkanal im BOS-Funk ist 444 Gegenverkehr/Unterband (G/UB) auf (76,155/85,955 MHz). In Abhängigkeit von der örtlichen Leitstelle erfolgt die Aktivierung durch das Tasten von „Tonruf-1“ bzw. „-2“. Bei Unkenntnis des örtlichen Kanals kann über diesen Kanal ein Notruf abgesetzt werden. In der Regel läuft er dann auf einer Polizeidienststelle auf, die direkt dem Innenministerium unterstellt ist.
Der Kanal 510 W/U (Wechselsprechen/Unterband) ist allgemein als Marschkanal zugewiesen, also zur Koordination einer Fahrzeugkolonne, da der Kanal 510 im Oberband nicht zugewiesen ist und deshalb für Relaisbetrieb nicht genutzt werden kann.

### Alarmierung
Der Funkverkehr wird auch zur Alarmierung von Einsatzkräften verwendet. Diese erfolgt in der Regel über Funk, Funkmeldeempfänger oder Sirene. Bei der Alarmierung wird eine 5-Ton-Folge abgegeben, wodurch dann die jeweiligen Funkmeldeempfänger auslösen. Eine Sirene wird mit einer 5-Ton-Folge und einem Doppelton ausgelöst. Neben der analogen Alarmierung wird in vielen Kreisen auch über das digitale POCSAG-Protokoll alarmiert.
Analoge 5-Ton-Folge mit Doppelton zur Auslösung des Signals Feueralarmⓘ

## Digitaler BOS-Funk

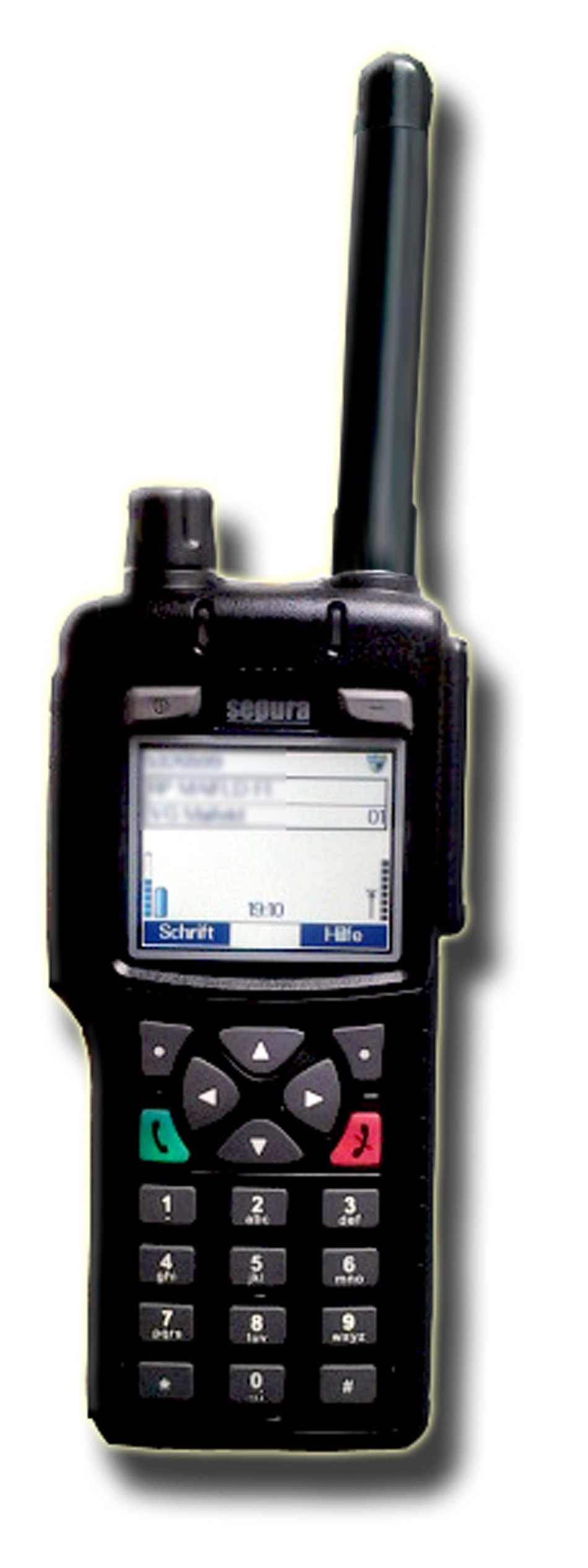
Sepura STP8000 TETRA-Funkgerät, das im BOS-Deutschland-Funknetz eingebucht ist

Behördenfunk wurde bis Ende der 1980er Jahre weltweit mit analogen Funknetzen mit Wellenlängen im 2-m- und 4-m-Bereich (BOS-Funk) betrieben. Die fehlenden oder zu schwachen Verschlüsselungsmöglichkeiten für den Analogfunk führten zur Entwicklung digitaler Systeme. Etwa seit Ende der 1990er Jahre gibt es Bemühungen, für die BOS in Deutschland ein digitales Bündelfunksystem mit der Bezeichnung TETRA einzuführen.
Der Mitte der 1990er Jahre entwickelte TETRA-Standard wird in mehreren europäischen und außereuropäischen Ländern genutzt – in Form landesweiter BOS-Netze oder in lokaler Abdeckung von verschiedenen Anwendern. TETRA stellte ursprünglich eine Initiative von Betreibern als Antwort auf die Wettbewerbsbedrohung von GSM gegen deren analoge Netze dar. Daneben besteht als zweiter Digitalfunkstandard das proprietäre Funksystem Tetrapol von der Airbus Group (früher EADS). Tetrapol wurde ursprünglich für die französischen BOS entwickelt und ist heute im gleichen Spektrum wie TETRA im Einsatz. Anbieter von TETRA Infrastruktur-Systemen sind z. B. Airbus Defence and Space, Motorola Solutions, Inc., Hytera Mobilfunk GmbH (früher Rohde & Schwarz), Damm Cellular Systems A/S.

### Internationale Einführung
Zu den ersten Nutzern von Tetrapol gehörte die französische Gendarmerie, die das System bereits seit 1988 erfolgreich einsetzt. Inzwischen existieren laut Hersteller EADS 80 Tetrapol-Netzwerke in 34 Ländern, darunter 10 landesweite BOS-Netze. Auch TETRA ist inzwischen weltweit vertreten. Allein der frühere Nokia-Bereich Professional Mobile Radio (PMR), heute ebenfalls EADS, soll bis heute 60 TETRA-Netze in 30 Länder weltweit geliefert haben. TETRA wird im deutschsprachigen Raum in weiten Teilen der Schweiz und Österreich im nichtmilitärischen Bereich verwendet.

### Einführung in Deutschland
Deutschland bildet ein Schlusslicht bei der Einführung des Digitalen Behördenfunks und diese verzögerte sich seit Mitte der 2000er Jahre immer wieder. Grund dafür waren Unstimmigkeiten zwischen Bund und Ländern, jedoch auch mannigfache technische Probleme. Lange waren die Anforderungen für die Zertifizierung ein Streitpunkt zwischen Bundestag und Bundesrat. Für den Aufbau, den Betrieb und die Sicherstellung der Funktionsfähigkeit eines digitalen Sprech- und Datenfunksystems wurde in Deutschland 2007 eine eigene Behörde, die Bundesanstalt für den Digitalfunk der Behörden und Organisationen mit Sicherheitsaufgaben (BDBOS) geschaffen.
Ursprünglich sollte der Digitalfunk schon zur Fußball-Weltmeisterschaft 2006 in Betrieb sein, wurde jedoch nur an drei Austragungsorten getestet. 2012 waren jedoch 3.300 von 4.500 Basisstationen aufgebaut, wovon erst 2.400 in Betrieb waren. In der Städteregion Aachen wurde ab 2008 ein Wirkbetrieb eingeführt, nachdem ein System einen grenzüberschreitenden Probebetrieb durchlaufen hatte.
Zwar ist das Digitalfunknetz heute deutschlandweit in Betrieb (Stand 2022), aber ein reibungsloser Betrieb ist immer noch nicht überall gewährleistet, da zum Teil die Fahrzeuge mit den neuen Empfangsgeräten noch nicht ausgerüstet bzw. die Einsatzkräfte noch nicht für das neue System ausgebildet wurden. Daher gibt es regionale Unterschiede. Während der Umstellungsphase sind beide Systeme in Betrieb, um die Einsatzabwicklung zu gewährleisten. Technisch ist es möglich, beide Systeme per Konferenzschaltung miteinander zu verbinden, damit sich Einheiten, die mit unterschiedlichen Systemen arbeiten, auch während eines Einsatzes miteinander verständigen können. Der Termin für die endgültige Umstellung auf die TETRA-Technik bleibt unklar, da seit Jahren die offiziellen Stellen immer das Ende des laufenden Jahres angeben.

### Operativ-taktische Adresse (OPTA)
Als Stationskennzeichnung werden im digitalen BOS-Funk in Deutschland operativ-taktische Adressen (OPTA) übertragen. Diese Adressen erlauben die „bundesweite Identifikation der Teilnehmer nach Bundesland/Bund, Organisation und Kreis oder kreisfreier Stadt“.

## Funk im Kfz
Das Betreiben einer Sendeempfangsanlage (Betriebsfunk, BOS-Funk, Amateurfunk, Jedermannfunk, Mobilfunk/Autotelefon) in Kraftfahrzeugen (ab Baujahr 1995) ist nur gestattet, wenn eine nach den Herstellerrichtlinien montierte Außenantenne mit E-Prüfzeichen vorhanden ist, ansonsten kann durch Beeinflussung der Kfz-Elektronik die Allgemeine Betriebserlaubnis (ABE) erlöschen.
In der neueren EG-Richtlinie 2004/104/EG wird das E-Kennzeichen nur noch für sicherheitsrelevantes Fahrzeugzubehör erforderlich. Nach Auffassung der Deutschen Hochschule der Polizei gehören BOS-Funkanlagen nicht dazu.
Das sogenannte Handyverbot galt bis zur Gesetzesänderung im Jahr 2017 nur für Mobiltelefone; die Verwendung von Funkgeräten war vom Verbot nicht betroffen. Damit waren von dem Verbot weder der BOS-Funk noch der Betriebsfunk (z. B. Müllentsorgung, Stromversorgung usw.), CB-Funk und auch nicht der Amateurfunkdienst betroffen.
Im Jahr 2017 wurde mit der Verschärfung des sogenannten Handyverbots am Steuer das bis dahin auf Auto- und Mobiltelefone beschränkte Nutzungsverbot auch auf die Bedienung von Funkgeräten durch den Kraftfahrer ausgedehnt. Davon ausgenommen sind BOS-Funkgeräte, die weiterhin, auch während der Fahrt, durch den Kraftfahrer bedient werden dürfen, sofern kein Beifahrer anwesend ist. Bis zum 30. Juni 2020 galt zusätzlich noch eine allgemeine Ausnahme vom Nutzungsverbot für alle Sprechfunkgeräte.